# Краснодарская агломерация
Краснода́рская агломера́ция — межрегиональная городская агломерация моноцентрического типа в Краснодарском крае и Адыгее с центром (ядром) в городе Краснодаре.
Население — 1 773 786 чел.

## Описание
В агломерацию вместе с городом Краснодаром включают 7 муниципальных образований общей площадью 7263 км², по другим данным — до 16 муниципальных образований (27 081 км²) с общим населением в 2 765 389 человек по данным на 2016 год.
Для Краснодара характерно главенствующее положение в экономической сфере региона; в городе сконцентрированы человеческие, инвестиционные, финансовые, интеллектуальные и другие ресурсы.

## Демографическая динамика
Демографическая динамика отличается наличием двух факторов: наращиванием постоянного населения с целью получить статус города-миллионера и увеличением наличного населения, вследствие интенсификации агломерационного процесса и стимулирования завершения урбанизации региона.
Согласно Краснодарстату (Росстату), численность постоянного населения МО города Краснодара на 1 января 2016 года составила 943 827 человек, в том числе в собственно городе Краснодаре — 853 848 человек. По данным администрации муниципального образования города Краснодара, за последние годы наличное население Краснодара резко выросло и составило в 2016 году более 1 250 000 человек, а в агломерации — 2 765 389 человек, причём более 45 % из них приходится на территории ядра агломерации.
По данным Росстата на 1 января 2018 года численность постоянного населения МО города Краснодара составила 1 262 725 человек, в том числе в собственно городе Краснодаре — 899 541 человек. В сентябре 2018 года, по сообщениям прессы, якобы «Росстат официально признал Краснодар городом с числом жителей более одного миллиона человек», что впоследствии было опровергнуто самим Росстатом, который опубликовал данные о численности населения города в размере 918 145 жителей (на 2019 год).

## Состав
Считается, что согласно методике ООН, в состав Краснодарской агломерации входят городской округ Краснодар и Динской муниципальный район Краснодарского края, а также Тахтамукайский и Теучежский муниципальные районы Республики Адыгея.
В Краснодарскую агломерацию как особое географическое, экономическое и социальное образование, объединённое общей целью — единым развитием — включают административно-территориальные (муниципальные) образования Краснодарская края и Республики Адыгеи. Краснодарская агломерация является межрегиональной, включающей 4 муниципальных образования Краснодарского края и 3 муниципальных образования Республики Адыгеи, что признано руководством обоих субъектов Российской Федерации.
|                     | Муниципальное образование | Площадь, км² | Население, чел. |
| ------------------- | ------------------------- | ------------ | --------------- |
| Краснодарский край: |                           |              |                 |
| 1                   | город Краснодар           | 841          | ↗1 262 725      |
| 2                   | Динской район             | 1362         | ↗147 906        |
| 3                   | Северский район           | 2122         | ↗124 718        |
| 4                   | город Горячий Ключ        | 1756         | ↗68 753         |
| Республика Адыгея:  |                           |              |                 |
| 5                   | Тахтамукайский район      | 440          | ↗131 771        |
| 6                   | Теучежский район          | 710          | ↘22 254         |
| 7                   | город Адыгейск            | 32           | ↘15 659         |
|                     | Краснодарская агломерация | 7263         | 1 773 786       |